# Sorgenti del Maira, Bosco di Saretto, Rocca Provenzale
Sorgenti del Maira, Bosco di Saretto, Rocca Provenzale este o arie protejată (arie specială de conservare — SAC, sit de importanță comunitară — SCI) din Italia întinsă pe o suprafață de 727 ha, integral pe uscat.

## Localizare
Centrul sitului Sorgenti del Maira, Bosco di Saretto, Rocca Provenzale este situat la coordonatele 44°29′47″N 6°54′57″E / 44.496389°N 6.915833°E.

## Înființare
Situl Sorgenti del Maira, Bosco di Saretto, Rocca Provenzale a fost declarat sit de importanță comunitară în septembrie 1995 pentru a proteja 1 specie de plante și 13 specii de animale. Situl a fost protejat și ca arie specială de conservare în februarie 2017.

## Biodiversitate
Situată în ecoregiunea alpină, aria protejată conține 11 habitate naturale: Fânețe montane, Păduri montane și subalpine de Pinus uncinata (* dezvoltate pe substrat gipsos sau calcaros), Tufărișuri cu Pinus mugo și Rhododendron hirsutum (Mugo-Rhododendretum hirsuti), Pante stâncoase silicioase cu vegetație casmofită, Izvoare petrifiante cu formare de travertin (Cratoneurion), Râuri de munte și vegetația lor lemnoasă cu Salix elaeagnos, Grohotișuri silicioase de la nivelul montan până la nivelul zăpezii (Androsacetalia alpinae și Galeopsietalia ladani), Păduri alpine de Larix decidua și/sau Pinus cembra, Grohotișuri calcaroase și de șisturi calcaroase de la nivelul montan până la nivelul alpin (Thlaspietea rotundifolii), Pante stâncoase calcaroase cu vegetație casmofită, Pajiști alpine și subalpine calcaroase.
La baza desemnării sitului se află mai multe specii protejate:
- plante (1): Gentiana ligustica
- păsări (12): minunița (Aegolius funereus), potârnichea de stâncă (Alectoris graeca), potârnichea de stâncă (Alectoris graeca saxatilis), acvilă de munte (Aquila chrysaetos), buha (Bubo bubo), șerpar (Circaetus gallicus), ciocănitoare neagră (Dryocopus martius), ciuvică (Glaucidium passerinum), zăgan (Gypaetus barbatus), vulturul pleșuv sur (Gyps fulvus), Lyrurus tetrix tetrix, Pyrrhocorax pyrrhocorax
- mamifere (1): lupul (Canis lupus)

Pe lângă speciile protejate, pe teritoriul sitului au mai fost identificate 12 specii de plante, 1 specie de amfibieni, 4 specii de mamifere, 13 specii de nevertebrate, 3 specii de reptile.